# 楊勵賢
楊勵賢（英語：Cecilia Yeung Lai-yin，1930年6月9日—2021年1月4日），香港女性政治人物、教育家，籍貫廣東省順德縣（今佛山市順德區），生於香港，是首位透過直接選舉當選市政局的華人女性。她早年就讀德貞小學、協恩中學及嘉諾撒聖瑪利書院。在1971年至1995年期間為市政局議員，以及在1983年至1985年及1991年至1994年期間為黃大仙區議會議員。

## 市政局生涯
她在1971年首次參與選舉，並以3,534票當選，成為首位透過直選的華人女性市政局議員，並在1975年和1979年兩次換屆選中連任，值得一提的，是她以革新會的政治聯繫參選，而她也曾在擔任該會的副會長，此職位亦是首次由華人女性出任的。在1983年香港市政局選舉中，由於選舉辦法革新，擴大投票權至21歲以上的成年香港永久居民，並改由地方分區產生議席，楊勵賢循「黃大仙北選區」（選區範圍包括黃大仙上邨、鳳凰新邨、新蒲崗、慈雲山邨、彩虹邨及鑽石山）出選，並以8,264票當選，隨後在1986年、1989年、1991年三次換屆選舉中，在同一選區連任，其中在1991年的換屆選舉，更是自動當選，但在1995年換屆選舉中，因為選區改變，改在「彩虹雲及牛池灣選區」，對上民主黨的胡志偉（後來曾任立法會議員及民主黨主席），楊被大比數擊敗（胡志偉得票6,595票，楊勵賢僅得2,671票），楊自此沒有再參與各級選舉。

## 其他從政生涯
早年的市政局議員，會同時身兼區議會議員，故此楊勵賢在1983年同時以當然身份，進入黃大仙區議會，但這一制度在1985年被取消，故此她在1985年便離開了區議會，不過她在1991年香港區議會選舉中，參選了黃大仙區彩雲選區，並以2,136票當選，在1994年香港區議會選舉，於原選區中分拆的「彩鳳選區」尋求連任，被民主黨的徐百弟，以超過六百票擊敗。
她也曾在1991年香港立法局選舉中，在九龍中選區參選，結果得票僅8,257，由於得票不足5%（當選的港同盟劉千石和林鉅成，分別獲68,489和56,084票），因此遭沒收五萬港幣的保証金。

## 教育事業
她曾擔任聖嘉勒女書院的校長和校監，同時也曾於1975-1984年間出任九龍樂善堂常務總理，1994年回歸樂善堂。她也曾創辦過慈雲山福利會楊勵賢天虹幼稚園。此外，亦曾於紅磡創立聖嘉諾書院。

## 其他公職
- 鐘聲慈善社副社長
- 港九幼稚園協進會會長
- 順德聯誼總會永遠會長